# Výklopník
Výklopník je specializované technické zařízení spadající do oblasti manipulační techniky, které 
slouží k vyklápění a vysypávání zásobníků na sypký nebo drobný kusový materiál. Obvykle slouží k vyklápění kontejnerů, beden, palet, speciálních nádob, přepravek, železničních nákladních vozů, důlních vozíků, stacionárních zásobníků na materiál apod.

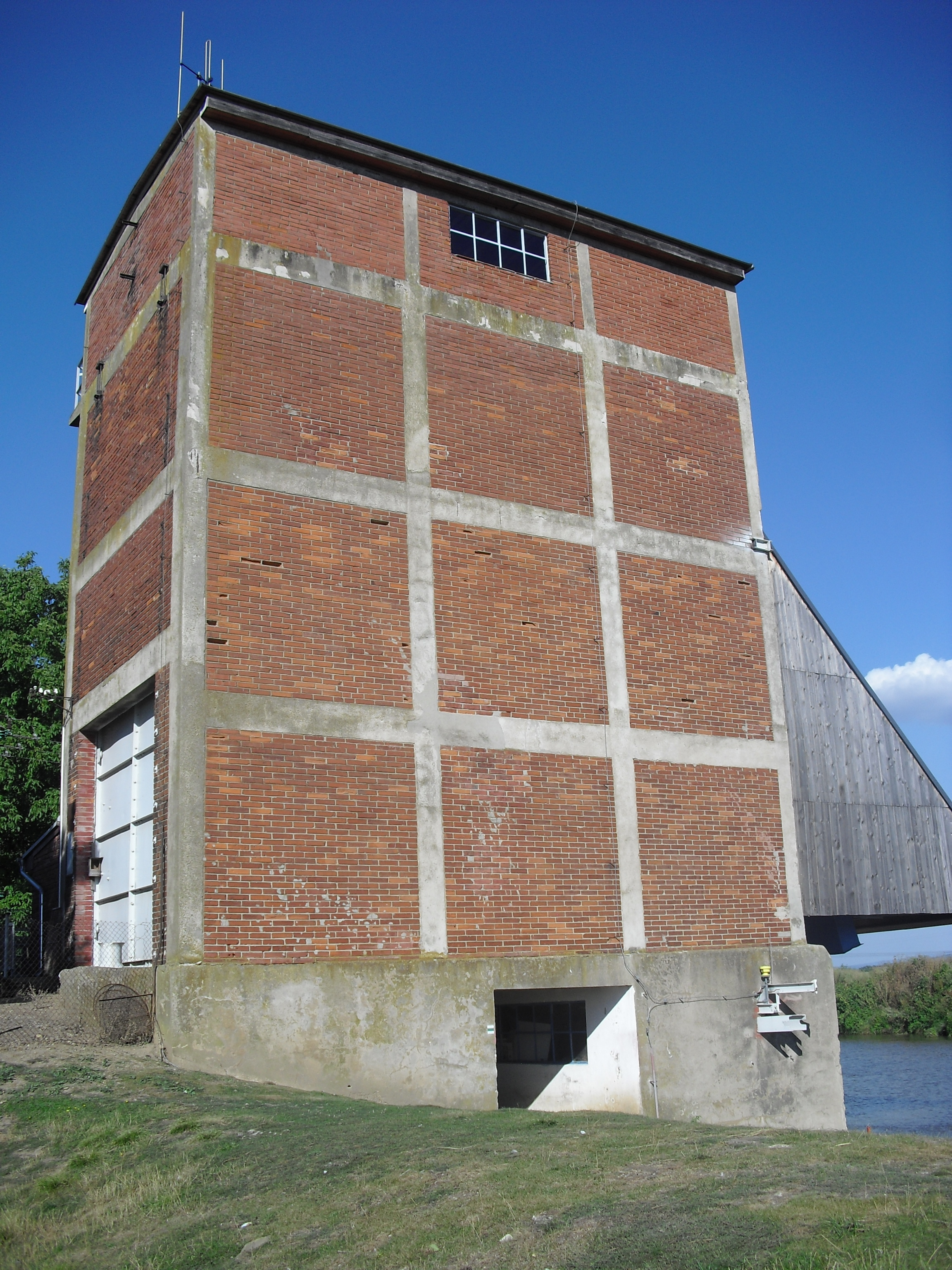
Výklopník u Sudoměřic

Jako výklopníky byla také označována speciální malá výklopná kolová stavební vozidla tzv. dumpery
, která se dnes na stavbách téměř nepoužívají, neboť jejich funkci plně nahradily běžné nákladní automobily se sklápěcí korbou (sklápěcí automobily) nebo multikáry.
Běžné železniční výklopníky nákladních vozů se používají například pro hromadnou vykládku uhlí v tepelných elektrárnách nebo vykládku železné rudy v hutích. Výklopníky tohoto typu umožňují běžně vyložit řádově i desítky železničních vozů za hodinu. Mezi významné a zajímavé stavební technické památky pak patří Výklopník u Sudoměřic na Baťově kanále, který kdysi sloužil k vykládce uhlí ze železničních vozů a jeho následné překládce na nákladní lodě plující 
po Baťově kanále.